# シャルル・ジャラベール
シャルル・ジャラベール（Charles François Jalabert、1818年12月25日 - 1901年3月9日）はフランスの画家である。アカデミック美術の画家の一人で宗教画、歴史画、肖像画を描いた。

## 略歴
フランス南部のニームに生まれた。絵の才能を示し、アレクサンドル＝マリー・コランが1834年から1838年までニームの絵画学校の教師をした時の学生の一人となった。父親は商売を学ばせるためにジャラベールをパリに送ったが、雇い主も絵の才能を認め、ジャラベールは1839年からパリ国立高等美術学校のポール・ドラローシュの教室で学ぶことができたが、ドラローシュの教室は学生同士の不祥事で1843年に閉鎖されることになる。1841年にローマ賞に応募して2位になり、その後もローマ賞に応募するが、優勝することはできなかったので1843年に自費でローマ留学することにした。
4年間イタリアに滞在し、パリに戻った後、パリのサロンに出展した作品は賞を得なかったが高く評価され、リュクサンブール美術館に買い上げられた。画家として人気になり、上流階級の人々の集まりに招かれるようになった。ドラローシュのもとで共に学んだジャン＝レオン・ジェロームから画商のアドルフ・グーピルを紹介され、画家として安定した生活を送ることができた。
宗教的な主題や歴史画をサロン・ド・パリに出展を続け、1863年頃から人気のある肖像画家となり、オルレアン公の家族から多くの肖像画の依頼を受け製作した。
1855年にレジオンドヌール勲章（シュヴァリエ）を受勲し、1867年にレジオンドヌール勲章(オフィシエ)を受勲した。

## 作品

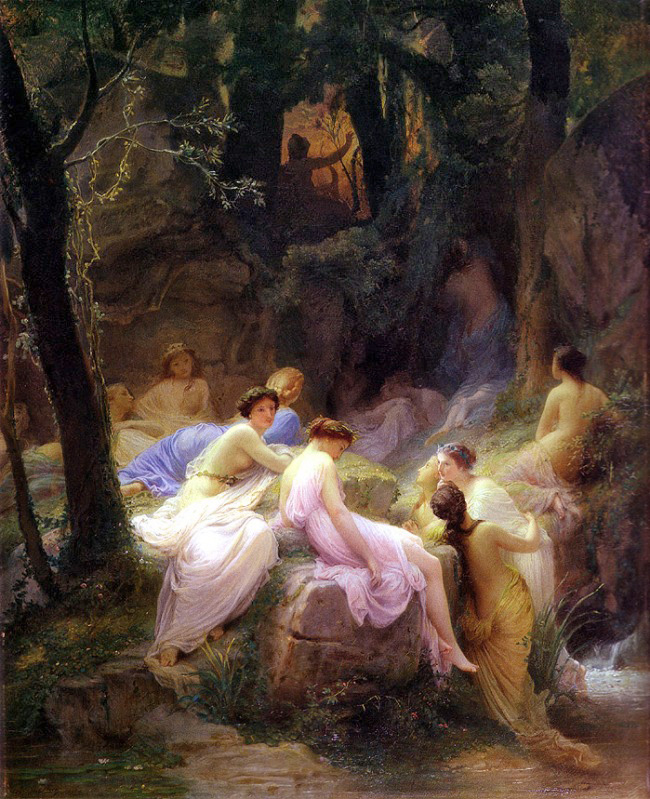
「オルペウスの歌を聴くニンフたち」(1853)
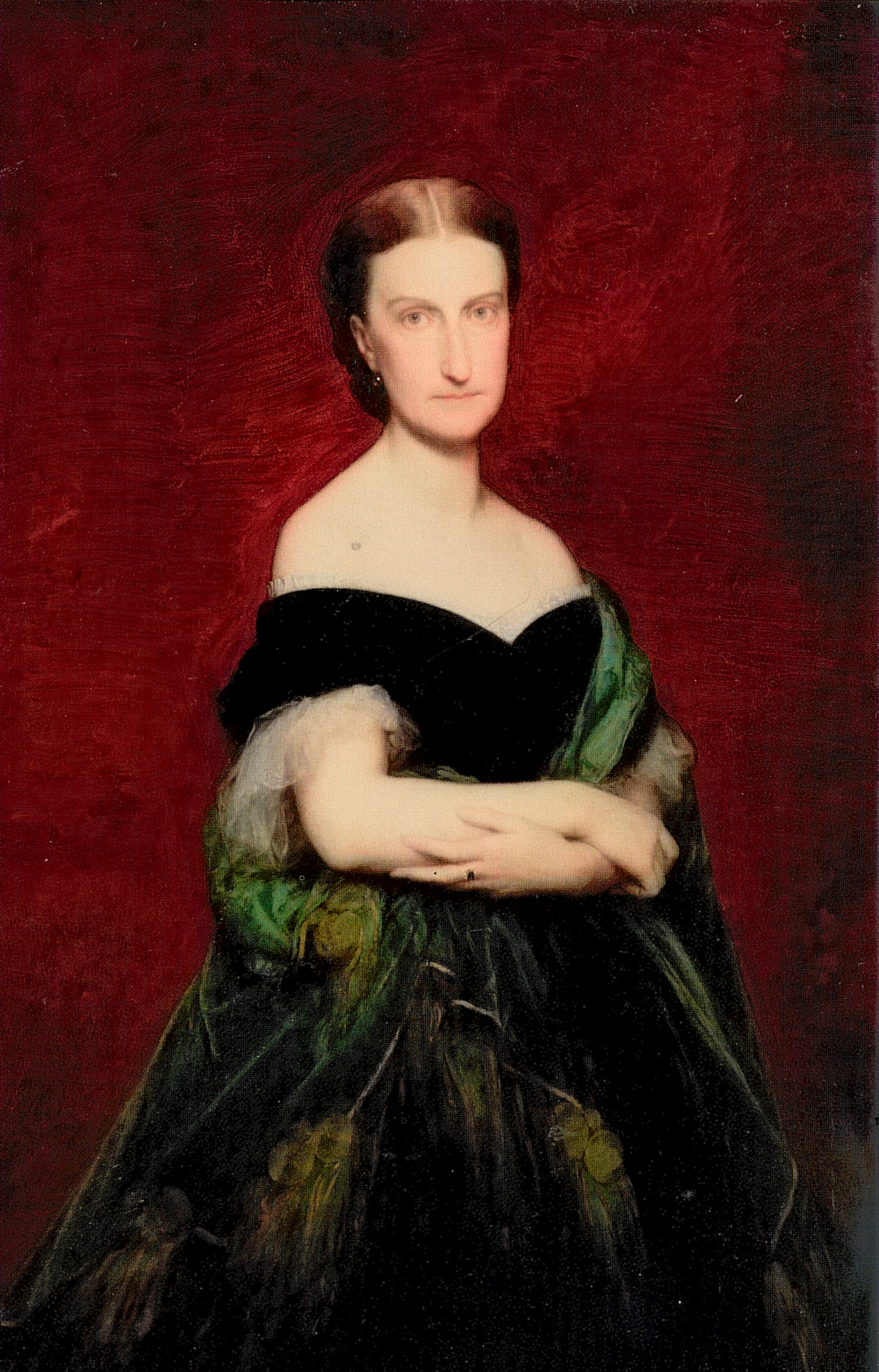
マリー・カロリーヌ・ド・ブルボン＝シシレ(1866)
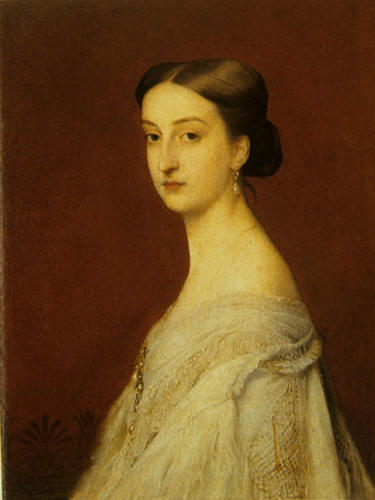
マリー＝イザベル・ドルレアン
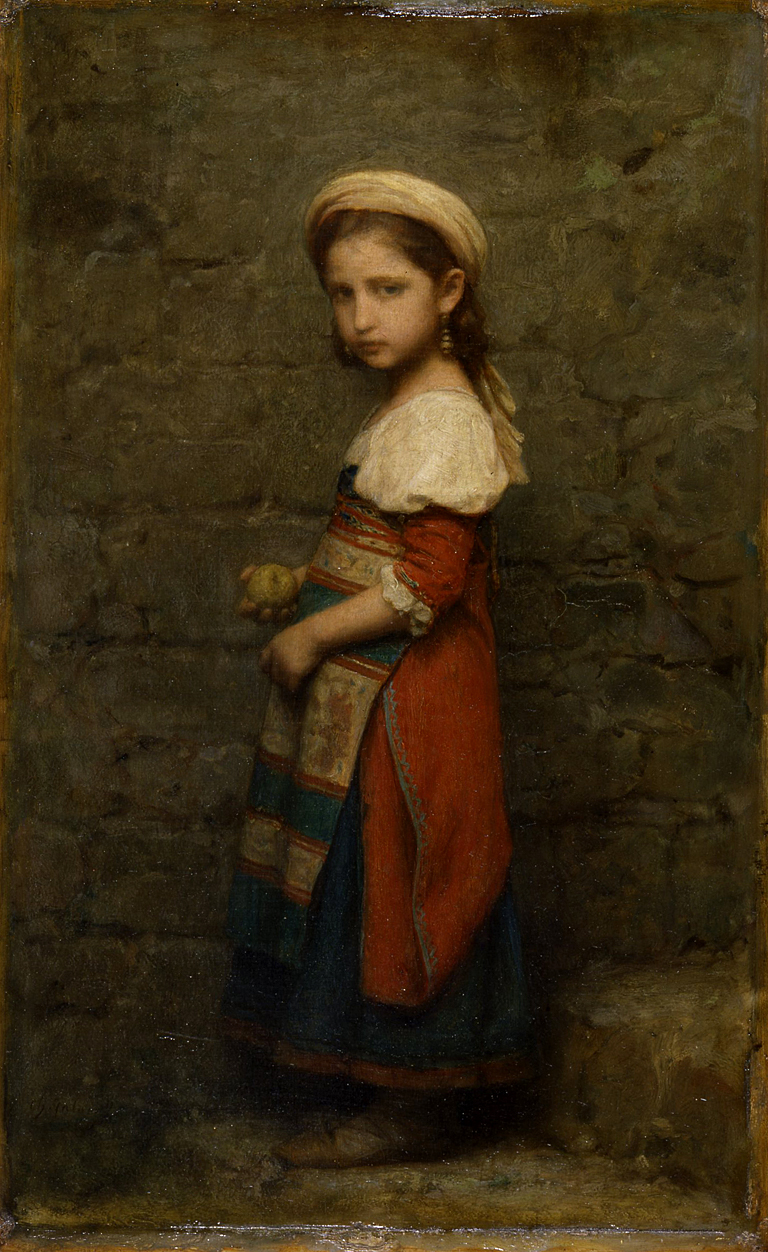
「イタリアの少女」

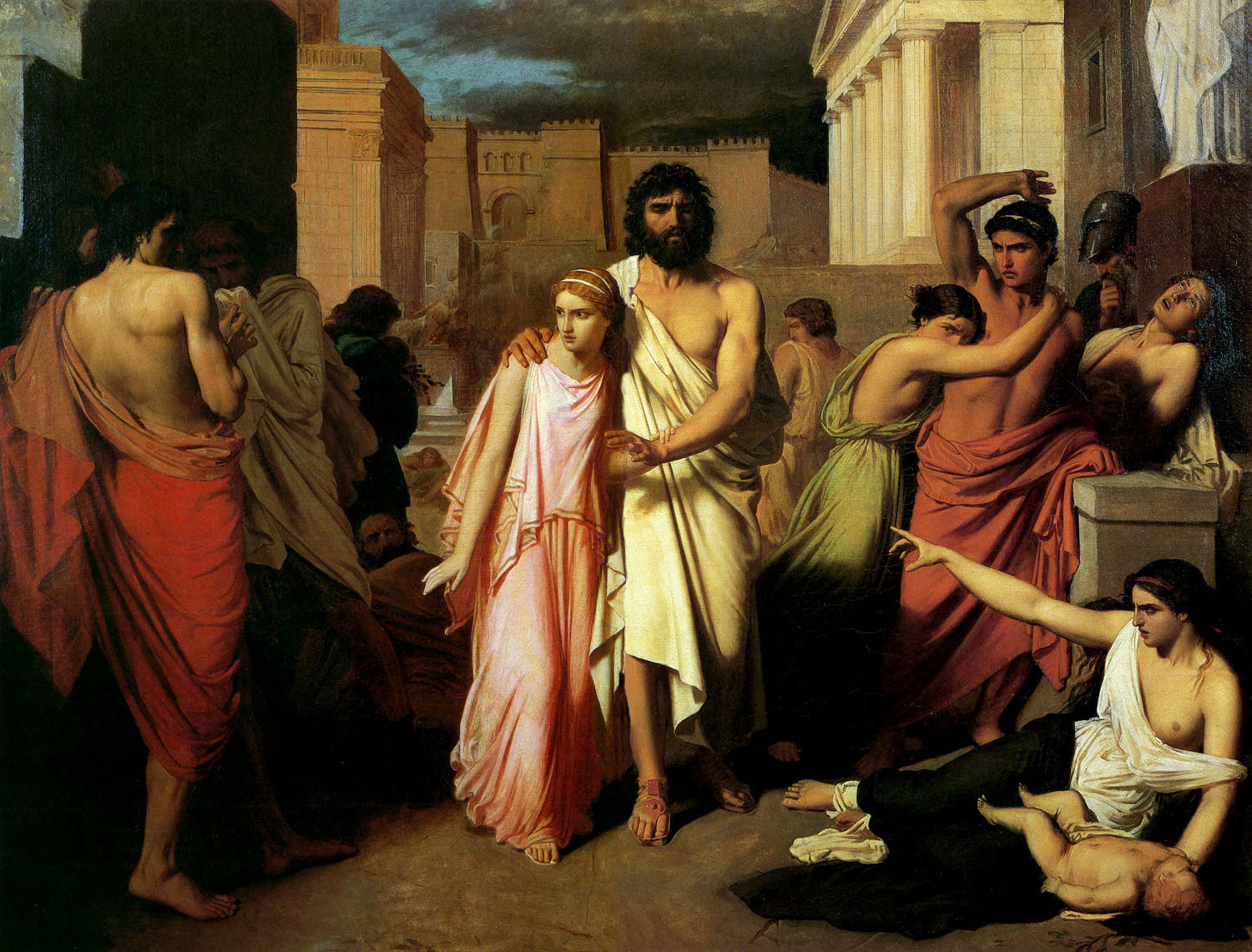
オイディプースとアンティゴネー (1842)
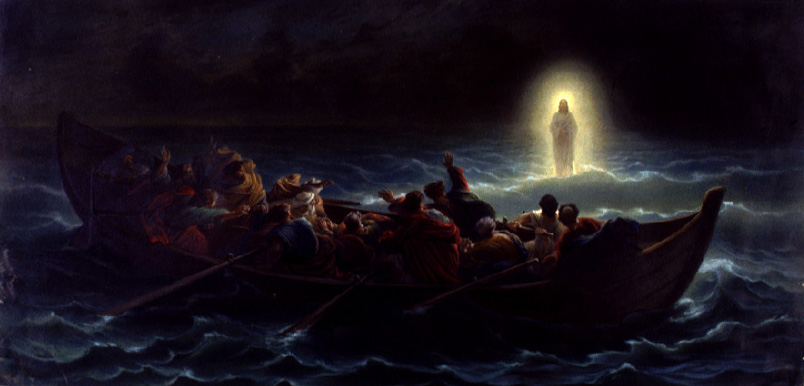
「海の上を歩くキリスト」(Amédée Varinによる複製)